# 1968年のサンケイアトムズ
1968年のサンケイアトムズ（1968ねんのサンケイアトムズ）では、1968年のサンケイアトムズの動向をまとめる。
この年のサンケイアトムズは、別所毅彦監督の1年目のシーズンである。

## 概要
フジサンケイグループの球団経営参加から4年、チームはフジテレビ専属の野球解説者だった別所毅彦を新監督に招聘。別所新監督のもと、シーズン当初は下位に低迷していたが、6月以降は広島とのAクラス争いを繰り広げ、一時は広島に代わって3位になったが、9月に入ると6連敗を喫して後退し、結局Bクラスの4位で終了。投手陣では石戸四六が20勝を挙げ、浅野啓司や石岡康三などもまずまずの成績を残し、チーム防御率も3.28の3位と健闘した。打撃陣では前年から加入のデーブ・ロバーツと4番のルー・ジャクソンが打線を引っ張ったが、それ以外の選手が不振でチーム本塁打はリーグ4位、三振数はリーグ1位、盗塁数はこの年4連覇達成の巨人の約半分の67個だった。8月以降はBクラスが定位置となったものの、別所監督の1年目はまずまずのスタートとなった。シーズン終了後、産業経済新聞社とヤクルト本社の共同経営となったのに伴ってチーム名をアトムズと変更したため、サンケイアトムズを名乗ったのはこの年が最後になった。対戦成績は巨人に9勝17敗と大きく負け越したが、2位阪神には12勝14敗と健闘した。

## チーム成績

### レギュラーシーズン
| 1 | 二 | 武上四郎   |
| 2 | 三 | 城戸則文   |
| 3 | 右 | ロバーツ   |
| 4 | 中 | ジャクソン |
| 5 | 左 | 小淵泰輔   |
| 6 | 一 | 豊田泰光   |
| 7 | 遊 | 篠田勇     |
| 8 | 捕 | 加藤俊夫   |
| 9 | 投 | 石戸四六   |

| 順位 | 4月終了時 | 4月終了時 | 5月終了時 | 5月終了時 | 6月終了時 | 6月終了時 | 7月終了時 | 7月終了時 | 8月終了時 | 8月終了時 | 9月終了時 | 9月終了時 | 最終成績 | 最終成績 |
| ---- | --------- | --------- | --------- | --------- | --------- | --------- | --------- | --------- | --------- | --------- | --------- | --------- | -------- | -------- |
| 1位  | 中日      | --        | 巨人      | --        | 広島      | --        | 巨人      | --        | 巨人      | --        | 巨人      | --        | 巨人     | --       |
| 2位  | 広島      | 1.5       | 広島      | 2.5       | 巨人      | 1.0       | 広島      | 6.5       | 阪神      | 1.5       | 阪神      | 3.0       | 阪神     | 5.0      |
| 3位  | 巨人      | 3.5       | 中日      | 6.0       | 大洋      | 7.0       | サンケイ  | 8.5       | サンケイ  | 7.0       | 広島      | 8.5       | 広島     | 9.0      |
| 4位  | 大洋      | 5.0       | 阪神      | 7.0       | サンケイ  | 8.5       | 阪神      | 10.5      | 広島      | 8.5       | サンケイ  | 11.5      | サンケイ | 13.0     |
| 5位  | サンケイ  | 5.5       | サンケイ  | 8.5       | 阪神      | 9.5       | 大洋      | 11.0      | 大洋      | 15.0      | 大洋      | 16.5      | 大洋     | 18.0     |
| 6位  | 阪神      | 5.5       | 大洋      | 9.0       | 中日      | 13.0      | 中日      | 14.5      | 中日      | 16.0      | 中日      | 23.5      | 中日     | 27.0     |

| 順位 | 球団             | 勝 | 敗 | 分 | 勝率 | 差   |
| 1位  | 読売ジャイアンツ | 77 | 53 | 4  | .592 | 優勝 |
| 2位  | 阪神タイガース   | 72 | 58 | 3  | .554 | 5.0  |
| 3位  | 広島東洋カープ   | 68 | 62 | 4  | .523 | 9.0  |
| 4位  | サンケイアトムズ | 64 | 66 | 4  | .492 | 13.0 |
| 5位  | 大洋ホエールズ   | 59 | 71 | 3  | .454 | 18.0 |
| 6位  | 中日ドラゴンズ   | 50 | 80 | 4  | .385 | 27.0 |

## オールスターゲーム1968
| コーチ     | 飯田徳治 |          |          |
| ファン投票 | 選出なし |          |          |
| 監督推薦   | 石戸四六 | 武上四郎 | ロバーツ |

## できごと
- 4月13日 - 神宮球場で行われる試合を観戦する予定だった水野成夫オーナー（兼球団社長）、脳溢血で倒れ入院。オーナー（兼球団社長）はフジテレビ副社長・福田英雄に交代[2]。
- 6月 - 水野前オーナー、退院して軽井沢で療養。そこに僚友であるヤクルト本社社長・南喜一が見舞いに来て、水野に事業から離れて療養を勧める。これがヤクルトへの身売りのステップとなる[2]。

## 表彰選手
| リーグ・リーダー |
| ---------------- |
| 受賞者なし       |

| ベストナイン | ベストナイン | ベストナイン |
| 選手名       | ポジション   | 回数         |
| ------------ | ------------ | ------------ |
| ロバーツ     | 外野手       | 初受賞       |

## ドラフト
| 順位 | 選手名   | ポジション | 所属           | 結果                   |
| ---- | -------- | ---------- | -------------- | ---------------------- |
| 1位  | 藤原真   | 投手       | 全鐘紡         | 入団                   |
| 2位  | 溜池敏隆 | 内野手     | 日本熱学工業   | 入団                   |
| 3位  | 詫摩和文 | 外野手     | 鹿児島照国高   | 入団                   |
| 4位  | 千藤和久 | 投手       | 北海道拓殖銀行 | 拒否                   |
| 5位  | 安木祥二 | 投手       | クラレ岡山     | 入団                   |
| 6位  | 山口芳夫 | 投手       | 岩国高         | 拒否・千葉工業大学進学 |
| 7位  | 千葉博夫 | 内野手     | 県立川崎高     | 拒否・東京理科大学進学 |
| 8位  | 篠原政夫 | 内野手     | 作新学院高     | 拒否・駒澤大学進学     |
| 9位  | 村越稔   | 捕手       | 神奈川大学     | 入団                   |
| 10位 | 磯部満   | 投手       | 電電信越       | 拒否                   |